# Zuunbeek
El Zuunbeek (també anomenat Bruggeplasbeek o Beringenbeek) és un petit afluent del Zenne que neix a Kester, un nucli del municipi de Gooik de la província de Brabant Flamenc a Bèlgica.

## Afluents
- Karenbergbeek Pepingen
- Molenbeek Oudenaken